# No logo
No logo è un saggio della giornalista canadese Naomi Klein, pubblicato nel gennaio del 2000. Il libro si occupa principalmente del fenomeno del branding e del movimento no-global, del quale No logo viene considerato uno dei testi di riferimento principali.
Il libro ha avuto molto successo ed ha vinto il premio National Business Book Award canadese del 2000 ed il Prix Médiations francese del 2001.

## Riassunto
(dall'Introduzione di Naomi Klein)
La prima parte del saggio è dedicata principalmente a un'analisi della storia delle tecniche di gestione del marchio e alle sue ripercussioni sulle dinamiche del lavoro. 
Nello specifico, Naomi Klein afferma che negli ultimi vent'anni avrebbe avuto luogo un radicale cambiamento nel capitalismo: se prima era centrale la fase della produzione di merci, ora quest'ultima diventa marginale e trascurabile, mentre si impiegano sempre più forze e denaro sul marchio e sulla proposta di una serie di valori immateriali ed ideali da collegare ad esso (branding), con lo scopo di crearsi una propria fetta di monopolio. Le ingenti risorse monetarie che queste strategie richiedono derivano dal risparmio sulla produzione, che viene dislocata nei paesi del Terzo mondo dove l'azienda può sfruttare impunemente la manodopera operaia.
In questo contesto viene presentata un'analisi approfondita della realtà delle Export Processing Zones dell'Asia e dell'America Latina (incluso un resoconto di una visita della giornalista nell'EPZ di Cavite), in cui gran parte delle imprese a cui i grandi marchi internazionali (Nike, Reebok, Adidas, Disney ecc.) subappaltano gran parte della loro attività produttiva.
La seconda parte del saggio descrive numerosi movimenti di reazione alle politiche applicate dai grandi marchi, da "Reclaim the Streets" alle pratiche del culture jamming. In questo contesto vengono tratteggiate le "storie di successo" relative agli attacchi volti da questi movimenti ad alcuni marchi (come Nike, McDonald's e Shell).

## Capitoli
Introduzione: Una rete di marchi
Capitolo 1: Un nuovo mondo di marca
Capitolo 2: Il marchio si espande. Come il logo ha conquistato il centro della scena
Capitolo 3: Alt.quisiparladitutto. Il mercato giovanile e il cool
Capitolo 4: Il branding dell'istruzione. Annunci pubblicitari nelle scuole e nelle università
Capitolo 5: Fusioni e sinergia. La creazione di utopie commerciali
Capitolo 6: La fabbrica rinnegata. Il disprezzo della produzione nell'era dei supermarchi
Capitolo 7: Minacce e lavoratori interinali. Dal lavorare gratis alla "Free Agent Nation"
Capitolo 8: L'interferenza culturale. La pubblicità sotto assedio
Capitolo 9: Riprendiamoci le strade
Capitolo 10: Cresce il malumore. Il nuovo attivismo antiaziendale
Capitolo 11: L'effetto boomerang del marchio. Le campagne anti-marchio
Capitolo 12: La storia di tre logo: Nike, Shell e McDonald's
Capitolo 13: Oltre il marchio. I limiti delle strategie anti-marchio
Capitolo 14: Consumismo contro civismo. La lotta per i beni comuni

## Trama
Il libro comprende quattro sezioni: "No space - Nessuno spazio", "No choice - Nessuna scelta", "No jobs - Nessun lavoro" e "No logo - Nessun logo". I primi tre trattano gli effetti negativi dell'attività aziendale orientata al brand, mentre il quarto discute i vari metodi adottati dalle persone per reagire contro.

### No space
Il libro inizia tracciando la storia dei marchi. Naomi Klein sostiene che c'è stato un cambiamento nell'uso del marchio e fornisce esempi di questo passaggio al marchio "anti-marca". I primi ad essere pubblicizzati furono spesso usati per dare un volto riconoscibile ai manufatti prodotti in fabbrica. Questa prima immagine del brand ha lentamente lasciato il posto all'idea di “vendere” stili di vita. Secondo Klein, in risposta a un crollo economico negli anni '80 (a causa della crisi del debito dell'America Latina, del Lunedì nero del 1987, della crisi dei risparmi e dei prestiti e della bolla dei prezzi delle attività giapponesi), le società iniziarono a ripensare seriamente al loro approccio marketing e mirare alla demografia giovanile, al contrario dei baby boomers, che in precedenza erano stati considerati un segmento molto più prezioso.
Il libro illustra come marchi quali Nike o Pepsi si siano espansi oltre i semplici prodotti che portavano il loro nome e come questi nomi e loghi iniziassero ad apparire ovunque. Mentre ciò accadeva, l'ossessione dei marchi per il mercato giovanile li spingeva ad associarli ulteriormente a ciò che la gioventù considerava di tendenza. Allo stesso tempo, i marchi hanno tentato di associare i loro nomi ad ogni cosa e persona, dalle star del cinema e gli atleti ai movimenti sociali di base.
Naomi Klein sostiene che le grandi multinazionali considerano la commercializzazione di un marchio più importante della effettiva produzione dei beni; questo tema è ricorrente nel libro, e Klein suggerisce che ciò aiuta a spiegare il passaggio alla produzione nei paesi del Terzo Mondo in settori come l'abbigliamento, le calzature e l'hardware del computer.
Questa sezione analizza anche i modi in cui i marchi hanno "marcato" la loro presenza all'interno del sistema scolastico e in che modo, nel fare ciò, hanno inserito annunci pubblicitari nelle scuole e utilizzato la loro posizione per raccogliere informazioni sugli studenti. Klein sostiene che questo fa parte di una tendenza per attrarre consumatori sempre più giovani.

### No choice
Nella seconda sezione, Naomi Klein discute su come i detentori dei marchi usino le loro dimensioni e il loro peso per limitare il numero di scelte disponibili al pubblico, sia attraverso la posizione dominante sul mercato (ad es. Walmart), sia attraverso l'invasione aggressiva di una regione (ad es. Starbucks). Klein sostiene che l'obiettivo di ciascuna azienda è quello di diventare la forza dominante nel proprio settore. Nel frattempo, altre società, come Sony o Disney, aprono semplicemente le proprie catene di negozi, impedendo alla concorrenza persino di mettere i loro prodotti sugli scaffali.
In questa sezione si discute anche il modo in cui le compagnie si fondono l'una con l'altra per incrementare la loro ubiquità e fornire un maggiore controllo sulla propria immagine. ABC News, ad esempio, è condizionata a non trasmettere notizie che siano eccessivamente critiche nei confronti di Disney (The Walt Disney Company), la sua casa madre. Altre catene commerciali, come WalMart, spesso minacciano di togliere alcuni prodotti dai loro scaffali, costringendo fornitori ed editori ad assecondare le loro richieste. Ciò potrebbe significare ridurre i costi di produzione o modificare l'aspetto grafico o il contenuto di prodotti come riviste o album, in modo che si adattino meglio all'immagine di "adatto alle famiglie" di Walmart.
Viene anche discusso il modo in cui le grosse aziende abusano delle leggi sul copyright per mettere a tacere chiunque possa tentare di criticare il proprio marchio.

### No jobs
In questa sezione, il libro assume un tono più conflittuale e analizza il modo in cui le catene di produzione si spostino dalle fabbriche locali a paesi stranieri, in particolare verso luoghi noti come zone industriali di esportazione. Tali zone spesso non hanno leggi sul lavoro,  portando di conseguenza a condizioni di lavoro disastrose.
Il libro torna quindi a parlare del Nord America, dove la mancanza di posti di lavoro nel settore manifatturiero ha comportato un afflusso di lavoro nel settore dei servizi, dove la maggior parte dei posti di lavoro è a salario minimo e non offre alcun benefit. Viene introdotto il termine "McJob", con il quale viene definito un lavoro con scarso compenso che non tiene il passo con l'inflazione, orari inflessibili o non desiderabili, poche possibilità di far carriera e alti livelli di stress. Nel frattempo, al pubblico viene venduta la percezione che questi posti di lavoro temporanei siano per studenti e neolaureati, e quindi non è necessario garantire loro salari o sussidi di sussistenza.
Tutto ciò accade in una realtà che produce enormi profitti e ricchezza prodotti all'interno del settore aziendale. Il risultato è una nuova generazione di dipendenti che provano risentimento per il successo delle aziende per cui lavorano. Questo risentimento, insieme all'aumento della disoccupazione, abusi di manodopera all'estero, disprezzo per l'ambiente, e la sempre crescente presenza di pubblicità genera un nuovo sentimento di malumore verso le aziende.

### No logo
La sezione finale del libro parla dei vari movimenti che sono sorti negli anni '90. Questi includono la rivista Adbusters (di Media Foundation e il movimento di culture-jamming, così come Riprendiamoci le strade (Reclaim the Streets (RTS)) e il processo McLibel. Vengono anche espresse proteste meno radicali, come i vari movimenti volti a porre fine allo sfruttamento della manodopera. Naomi Klein conclude il proprio libro contrapponendo la scelta tra consumismo e civismo, optando per quest'ultimo. "Quando ho iniziato questo libro", scrive, "Onestamente non sapevo se stavo rappresentando scene marginali di resistenza atomizzata o la nascita di un movimento potenzialmente ampio, ma col passare del tempo, quello che ho visto chiaramente è stato un movimento che si è formato davanti ai miei occhi. "

## Critiche
Dopo la pubblicazione del libro, Naomi Klein fu pesantemente criticata dalla rivista The Economist, che portò allo svolgimento di un dibattito radiofonico con Klein e gli scrittori della rivista, soprannominato "No Logo vs. Pro Logo". Il libro del 2004 The Rebel Sell (pubblicato come Nation of Rebels negli Stati Uniti) ha specificamente criticato No Logo, affermando che trasformare la qualità della vita della classe lavoratrice in un'ideologia fondamentalmente anti-mercato è indice di superficialità. In questo libro, Klein ha criticato così duramente Nike che la multinazionale ha pubblicato una risposta punto per punto.

## Riconoscimenti
Nel 2000, No Logo è entrata nella rosa dei finalisti per il "Guardian First Book Award", un premio dato alle migliori opere prime di ciascun autore. Nel 2001, il saggio ha vinto i seguenti premi: Il National Business Book Award [10] e il French Prix Médiations [11]

## Edizioni
- Naomi Klein, No logo, Baldini Castoldi Dalai editore, 2000,  p. 490.
- No logo. Economia globale e nuova contestazione, Milano, Baldini & Castoldi, 2001. ISBN 88-8490-007-7; 2002. ISBN 88-8490-254-1; Milano, BUR Rizzoli, 2010. ISBN 978-88-17-04390-8

Esistono diverse edizioni in lingua inglese di No Logo, tra cui una prima edizione rilegata [12], una successiva edizione rilegata, [13] e una tascabile. [14]  In occasione del decimo anniversario dell'uscita del libro è stata pubblicata una quarta edizione da Fourth Estate [15] che include una nuova introduzione della giornalista. Sono state pubblicate anche traduzioni dall'originale inglese in diverse altre lingue, tra cui anche l'italiano [16]. Pubblicato inizialmente nel 2000 da Baldini & Castoldi con diverse riedizioni successive, in occasione del decimo anniversario, nel 2010, il saggio è stato pubblicato dalla Biblioteca Universale Rizzoli (BUR). Il sottotitolo inglese "Taking Aim at the Brand Bullies" tradotto in italiano con "economia globale e nuova contestazione" è stato abbandonato in alcune edizioni successive tra le quali anche l'edizione italiana del 2010 edita dalla BUR.
Naomi Klein spiega le sue idee nel video di 40 minuti No Logo - Brands, Globalization & Resistance (2003), diretto da Sut Jhally. [17]

### Nella cultura di massa
I membri del gruppo rock inglese Radiohead hanno dichiarato che il libro li ha influenzati particolarmente durante la realizzazione del loro quarto e quinto album, Kid A (2000) e Amnesiac (2001), rispettivamente. (Gli album sono stati registrati nelle stesse sessioni.) La band ha raccomandato il libro ai fan sul loro sito web e ha preso in considerazione la possibilità di chiamare l'album Kid A "No Logo" per un certo periodo [18]. Dhani Harrison, figlio di George Harrison e frontman del gruppo rock elettronico / alternativo Thenewno, ha dichiarato che No Logo ha avuto una grande influenza, lancio del brano You Are Here (2008). [Citazione necessaria] Il cantante rock argentino-americano Kevin Johansen ha scritto una canzone, "Logo", ispirata al libro di Klein. Una copia di No Logo è anche usata nel video ufficiale della canzone. [19] L'album del Rapper MC Lars This Gigantic Robot Kills contiene un brano intitolato "No Logo", un'analisi satirica dei giovani anti-governativi, parzialmente ispirata al libro. [20]